# Jean-Pierre Sauzéas
Jean-Pierre Sauzéas est un homme politique français né le 2 décembre 1750 à Saint-Étienne (Loire) et décédé le 18 août 1815 au même lieu.
Négociant à Saint-Étienne, il est membre du directoire du département, juge de paix et est élu député de la Loire au Conseil des Cinq-Cents le 24 germinal an VII. Rallié au coup d'État du 18 Brumaire, il est nommé commissaire près le tribunal de Saint-Étienne, puis sous-préfet de la ville de 1800 à 1815.

## Sources
- « Jean-Pierre Sauzéas », dans Adolphe Robert et Gaston Cougny, Dictionnaire des parlementaires français, Edgar Bourloton, 1889-1891 [détail de l’édition]